# 大阪市立市岡中学校
大阪市立市岡中学校（おおさかしりつ いちおかちゅうがっこう）は、大阪府大阪市港区にある公立中学校。通称「市中（いっちゅう）」

## 概要
大阪市教育委員会から「帰国した子どもの教育センター校」に指定されている。日本語指導が必要な帰国生徒を対象にした日本語教室を開講している。生徒は居住地域の学校に所属しながら、週数回この学校で日本語の指導を受ける。また帰国生徒の教育問題について、所属校からの教育相談もおこなっている。
港区で最初の新制中学校として、1947年に創立した。創立当初は港区全域を校区としたが、その後の地域の生徒数増加に伴い、従来の校区の一部を港中学校・港南中学校・市岡東中学校の校区へ分離している。
また現在の学校敷地は、太平洋戦争の戦災で廃校になった、大阪市市岡第五尋常小学校（大阪市魁国民学校）跡地を転用している。

## 沿革
1947年の学制改革の際、港区全域を校区とする大阪市立港第一中学校が発足した。太平洋戦争の戦災被害のため廃校となった旧湊屋小学校を本校仮校舎とし、大阪府立市岡高等女学校（学制改革により1948年大阪府立港高等学校）に分校を設置した。
1948年には大阪府立市岡高等学校内に仮校舎を移転し、大阪府立港高等学校内の分校を廃止した。
1949年には校名を大阪市立市岡中学校と改称した。
1950年には再び港高等学校に分校を設置した。港高等学校の校舎を譲り受けて中学校の本校舎とすることも検討されたが、結果的に港区魁町1丁目（現在地・当時の住所表示）、旧市岡第五（魁）小学校跡に新校舎を設置することになった。1951年に現在地に統合移転している。
戦災からの地域の復興により生徒数も急増し、1953年には港区入舟町1丁目（現在の港区池島1丁目）に分校を設置した。分校は1954年、大阪市立港中学校として分離開校した。
さらに地域の生徒数が増加し、既設校が過大規模となったため、1962年には港区で3番目の中学校として大阪市立港南中学校が開校した。港南中学校は従来の市岡・港の両中学校校区を再編し、1962年度1年生より学年進行で順次生徒を受け入れた。これに伴い従来の市岡中学校校区の一部を港南中学校校区へ変更している。
1973年には港区市岡元町に分校を設置した。分校は1974年、大阪市立市岡東中学校として独立開校している。
2018年に行われた大阪市立市岡小学校と大阪市立南市岡小学校との間での通学区域変更を契機に、市岡中学校の通学区域であった南市岡3丁目を2024年に市岡東中学校へ変更した。

### 年表
- 1947年4月1日 - 大阪市立港第一中学校として創立。
- 1947年4月21日 - 開校式を実施。
- 1948年5月23日 - 大阪府立市岡高等学校内に仮校舎を移転。
- 1949年5月1日 - 大阪市立市岡中学校に改称。
- 1950年4月8日 - 港高等学校に分校を設置。
- 1950年9月3日 - ジェーン台風で校舎被災。1週間の臨時休校。
- 1951年 - 現在地に移転。
- 1953年 - 港区入舟町1丁目（現在の港区池島1丁目）に分校を設置。
- 1954年4月1日 - 分校が大阪市立港中学校として分離開校。
- 1958年6月 - 水害対策として、運動場の盛り土・かさ上げ工事が完成。
- 1962年4月1日 - 大阪市立港南中学校開校に伴い校区変更。
- 1964年4月 - 緑化推進校に指定される。
- 1973年4月23日 - 港区市岡元町に分校を設置。
- 1974年4月1日 - 分校が大阪市立市岡東中学校として分離開校。
- 1975年9月 - 肢体不自由学級を開設。
- 1987年4月 - 制服を変更（この年入学の新1年生より）。
- 1991年4月 - 「帰国した子どもの教育センター校」に指定される。
- 2024年4月 - 南市岡3丁目の通学区域を市岡中学校から市岡東中学校に変更。

## 通学区域
- 大阪市立磯路小学校、大阪市立弁天小学校の通学区域全域。
- 大阪市立市岡小学校の通学区域の一部[注釈 3]。

大阪市港区 磯路1 - 3丁目、弁天1 - 6丁目、石田1丁目、南市岡3丁目（南市岡3丁目は2023年度新入生まで）。

## 交通
- JR大阪環状線 弁天町駅 南西へ約200m。
- 地下鉄中央線 弁天町駅 南西へ約150m。